# Église Saint-Léger de Royat
Pour les articles homonymes, voir Église Saint-Léger.
L'église Saint-Léger est une église catholique située à Royat, en France.

## Localisation
L'église est située dans le département français du Puy-de-Dôme, sur la commune de Royat.

## Historique
En 1165, l'existence d'un prieuré Saint-Léger est confirmée par une bulle du pape Alexandre III, en tant que dépendance de l'abbaye de Mozac. Elle fut construite au cours du XIIe siècle sur la base d'édifices plus anciens.
Au XVe siècle, l'église et le prieuré sont fortifiés.
L'édifice est classé au titre des monuments historiques en 1862.

## Description
Construite en lave et en ardoise, l'église est orientée à l'est et suit un plan en forme de croix latine. La nef, sans collatéraux, est à deux travées reposant sur des demi colonnes aux chapiteaux ornés. Le chœur rectangulaire, reposant sur une crypte possède un arc brisé reposant sur des pilastres.
Église fortifiée, des créneaux et mâchicoulis coiffent l'édifice, ainsi qu'un clocher hexagonal, reconstruit au XIXe siècle.

## Galerie

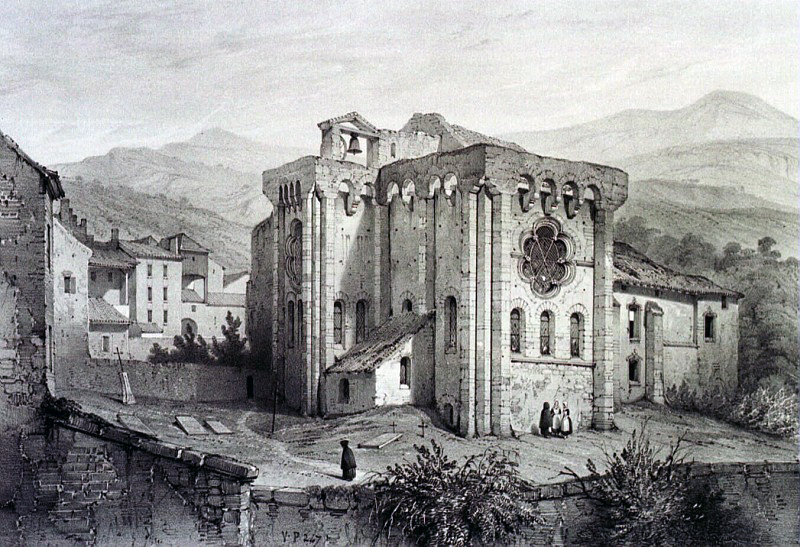
Gravure de l'église Saint-Léger de la fin du XIXe siècle.
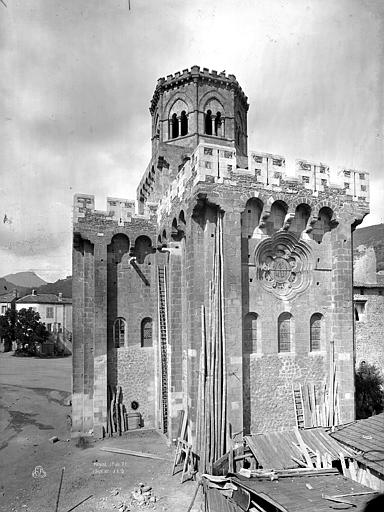
L'église fin XIXe/début XXe siècle.
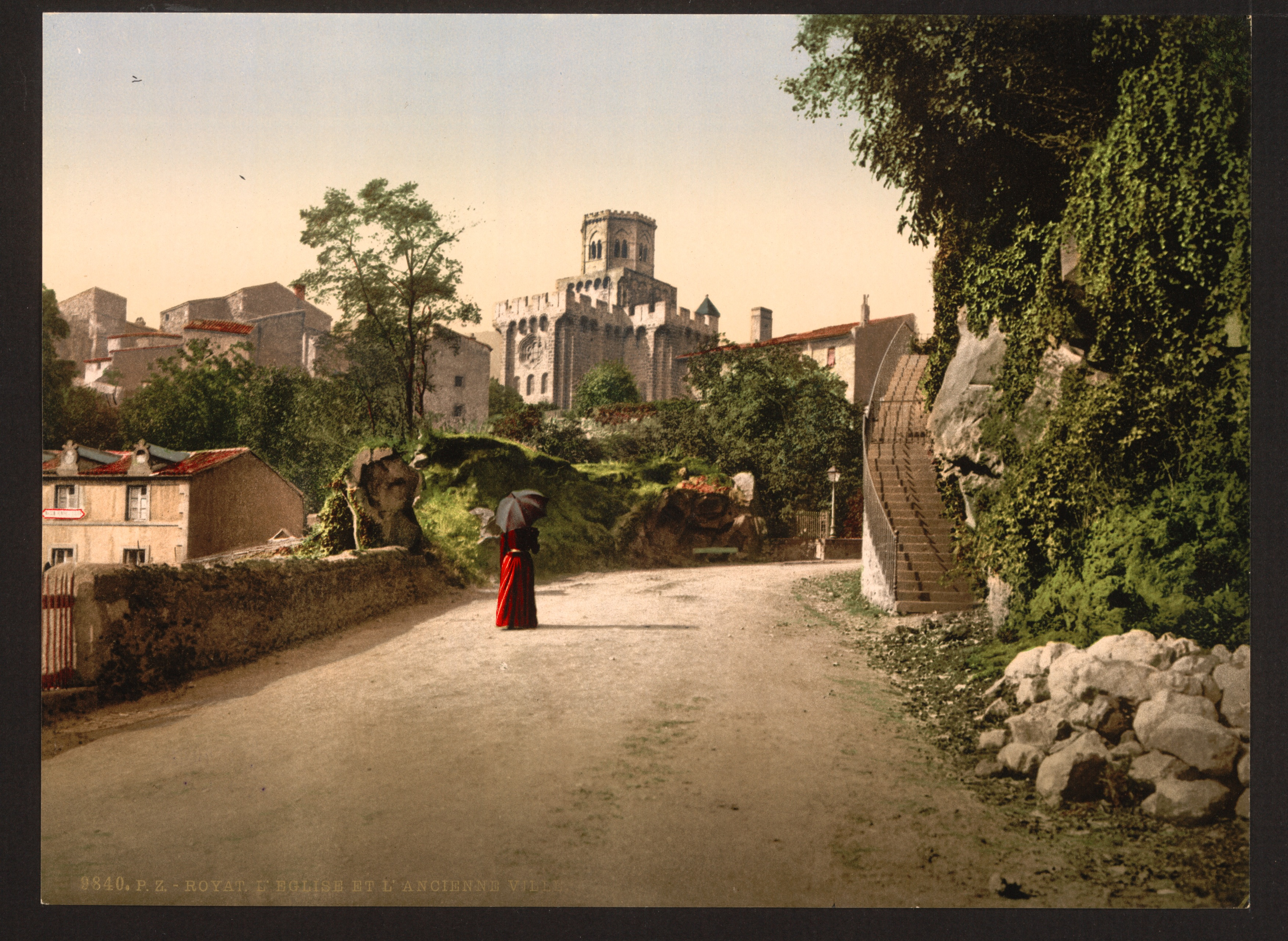
L'église entre 1890 et 1900.
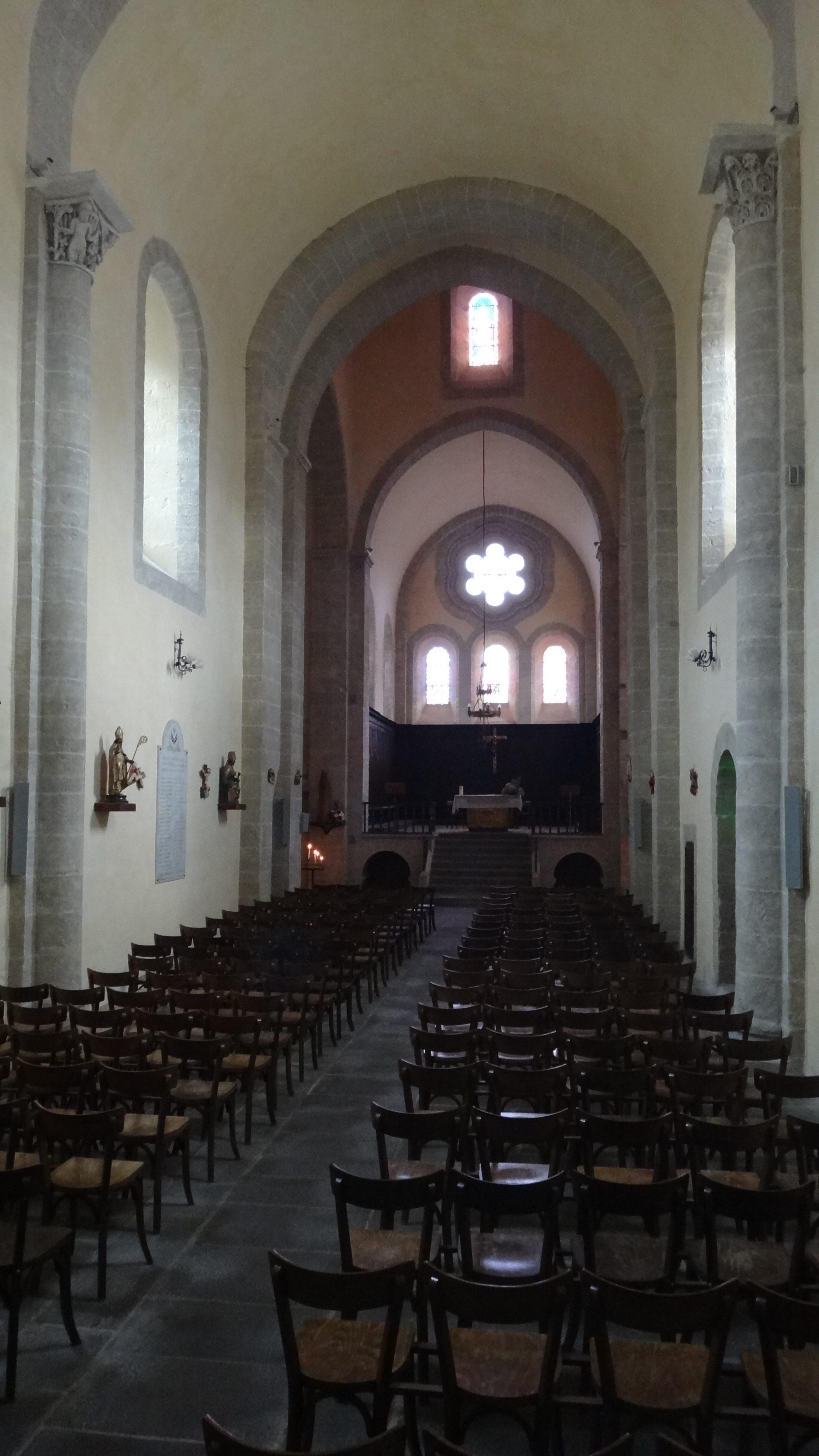
Intérieur de l'église.